# Олонецкая верфь
Оло́нецкая верфь, также известная как Сви́рская (с 1785 — Лодейнопо́льская) — судостроительное предприятие, действовавшее в 1702—1829 годах в Лодейном Поле в Олонецком уезде Русского царства (позднее Российской империи).

## История
Строительство верфи началось в 1702 году по указу Петра I под руководством графа Александра Меншикова близ деревень Мешковичи и Мокришвицы старинного Пиркинского погоста на реке Свирь, на восточном берегу Ладожского озера, в связи с необходимостью в морских судах для боевых целей Северной войны.
Первым комендантом верфи был назначен бомбардир Иван Яковлевич Яковлев, который прибыл в Олонец в феврале 1703 года. 24 марта 1703 года Олонецкая верфь была открыта.
22 августа 1703 года со стапелей верфи сошёл первый ранговый корабль Балтийского флота — 28-пушечный фрегат «Штандарт» (на фото вверху), 4 буера, 1 флейта, 2 шмака, 2 галиота. В октябре 1703 года на верфи заложили семь 28-пушечных фрегатов, галеру «Святой апостол Пётр», 12 скампавей и бригантин, в 1704 году ещё семь 28-пушечных фрегатов («Шлиссельбург», «Дерпт», «Кроншлот», «Триумф» и другие). В 1708 году спущен на воду 16-пушечный галиот «Надежда».
В 1708—1710 годах под руководством корабельного мастера Р. Броуна, совместно с корабельным мастером Г. Меншиковым, было построено три 50-пушечных линейных корабля — «Рига», «Выборг» и «Пернов», ещё один достроен. Кроме этого, на верфи до 1724 года также было построено значительное количество малых кораблей и судов — от бомбардирских кораблей до шлюпок — всего более 800. После окончания Северной войны крупное судостроение на Олонецкой верфи постепенно затухает.
В мае 1776 года спущены на воду прамы «Олифант» и «Сердоболь». В дальнейшем производственные мощности верфи и специалисты привлекались к разработке опытных моделей судов.

## Интересные факты
Корабли, спущенные на воду на Олонецкой верфи, прославились в кругосветных морских экспедициях.
На шлюпе «Диана» Василий Головнин совершил своё знаменитое плавание.
Шлюп «Мирный» под командованием Михаила Лазарева участвовал в экспедиции к Южному полюсу в составе первой русской антарктической экспедиции.